# Tonza
Tonza é um gênero de mariposa pertencente à família Acrolepiidae.